# Mayara dos Santos
Mayara dos Santos Leite (* 4. Januar 1996) ist eine brasilianische Mittelstreckenläuferin, die sich auf den 800-Meter-Lauf spezialisiert hat.

## Sportliche Laufbahn
Erste internationale Erfahrungen sammelte Mayara dos Santos im Jahr 2021, als sie bei den Südamerikameisterschaften in Guayaquil in 2:14,75 min den achten Platz über 800 Meter belegte. Im Jahr darauf gelangte sie bei den Hallensüdamerikameisterschaften in Cochabamba mit 2:51,83 min auf Rang sieben über 800 Meter und 2025 gewann sie bei den Südamerikameisterschaften in Mar del Plata in 2:05,33 min die Silbermedaille hinter der Uruguayerin Déborah Rodríguez.
In den Jahren 2018 und 2020 wurde dos Santos brasilianische Meisterin in der 4-mal-400-Meter-Staffel sowie 2020 auch im 800-Meter-Lauf.

## Persönliche Bestleistungen
- 400 Meter: 54,52 s, 9. Juni 2017 in São Bernardo do Campo
- 800 Meter: 2:03,74 min, 29. März 2025 in Bragança Paulista
  - 800 Meter (Halle): 2:51,83 min, 20. Februar 2022 in Cochabamba